# 黃岡 (作家)
黃岡（1986年9月5日-），本名黃岡，14歲改名為黃芝雲，後改回黃岡，酷兒非二元性別作家。國立東華大學中國語文學系學士、國立交通大學社會與文化研究所碩士，現為美國聖路易華盛頓大學中文與比較文學博士生。著有詩集《是誰把部落切成兩半？》，與詩人利文祺、神神合編《同在一個屋簷下：同志詩選》，為臺灣第一本同志詩選，也是華語世界第一本酷兒詩選集。

## 榮譽
曾獲林榮三文學獎新詩首獎、時報文學獎散文評審獎、楊牧詩獎、葉紅女性詩獎。多次獲國家文化藝術基金會文學創作常態補助，2015年獲文化部選送美國聖塔菲藝術中心駐村作家，2022年入選向陽主編之《新世紀新世代詩選》。

## 文字風格
黃岡詩作主要聚焦於臺灣原住民族群關係、LGBTQIA+及性少數群體。 2014年，首本詩集《是誰把部落切成兩半》被作家陳義芝、陳育虹評為：「抒情與敘事交錯，感性與知性兼融」、「是一本完整而動人的詩」、「語言精煉，辯證心靈、文學、人類的價值，具有深義，又有詩意」。 評論者嚴毅昇表示：
|  | 「黃岡的書寫角度儼然屬於『他者代言的原住民書寫』，詩作卻深刻的表達台灣社會對於原住民文化與部落的不瞭解及破壞，山海壯麗的背後，滿是人性窟窿與傷口的顯現，讓作為雙重他者的黃岡，有了共感經驗與使命意義」 |

## 作品

### 詩集
- 《是誰把部落切成兩半？》[6]。
- 《X也們》（創作中）[7]

### 編選
- 《同在一個屋簷下：同志詩選》[8]